# Hołdowiec
Hołdowiec (dawn. Chałdowiec) – wieś sołecka w Polsce położona w województwie świętokrzyskim, w powiecie kazimierskim, w gminie Kazimierza Wielka.
W latach 1975–1998 miejscowość administracyjnie należała do województwa kieleckiego.
| SIMC    | Nazwa     | Rodzaj    |
| ------- | --------- | --------- |
| 0241703 | Cegielnia | część wsi |
| 0241710 | Piaski    | część wsi |
| 0241726 | Rakoszyn  | część wsi |